# 长叶龙头草
长叶龙头草（学名：Meehania henryi var. kaitcheensis）为唇形科龙头草属下的一个变种。

## 扩展阅读
- 維基物種上的相關：长叶龙头草